# مشرفة البويضتين
مشرفة البويضتين قرية سوريّة تتبع إداريّاً لمحافظة حلب منطقة جبل سمعان ناحية تل الضمان، بلغ تعداد سكانها 188 نسمة حسب التعداد السكاني لعام 2004. لكن الان وصل التعداد السكاني لعام 2025 مايقارب 500 نسمة  المصدر: الناشط الإعلامي ياسين أحمد المحمد